# Johnny Hallyday
Johnny Hallyday (oprindeligt Jean-Philippe Smet, født 15. juni 1943, død 6. december 2017) var en fransk sanger og skuespiller. Han var gift med Laeticia, sammen med hvem han havde adopteret to børn fra Vietnam.

## Karriere
Johnny Hallydays karriere begyndte i 1960, hvor han sang amerikanske pop- og rocksange, oversat til fransk.
Han var snart den mest populære popsanger i Frankrig og havde en række hitlisteplaceringer, fortrinsvis i de fransktalende lande som hjemlandet Frankrig, Canada, Belgien og Schweiz.
I Danmark var han fremme i en kort periode i 1960'erne med et par rockballader. Deriblandt hittet "Tout Bas, Tout Bas, Tout Bas", der kom på hitisten i tre uger:
- 1963, Uge 41, Placering #20
- 1963, Uge 43, Placering #20
- 1963, Uge 46, Placering #18

## Filmografi
Johnny Hallyday medvirkede i årenes løb i en stribe film.
- Sleight of Hand, (2012)
- Fuk sau, (2009)
- The Pink Panther 2, (2009)
- Jean-Philippe, (2006)
- Quartier V.I.P., (2005)
- De blodrøde floder 2: Apokalypsens engle, (2004)
- Crime Spree, (2003)
- Manden fra toget af Patrice Leconte (2002)
- Love me, (2000)
- Pourquoi pas moi?, (1999)
- Paparazzi, (1998)
- La gamine, (1992)